# Huésped (hostelería)
Huésped puede hacer referencia al cliente de un establecimiento de hostelería (tradicionalmente una casa de huéspedes, pensión o posada) o al invitado a una casa por un anfitrión.
La Real Academia Española anota otra acepción de uso del término para denominar al mesonero o el amo de una venta, mesón, hostal o parador, así como a la persona que hospeda en su casa.
La etimología de huésped, del latín «hospes, -ĭtis», cuando el término ya tenía el mismo uso doble y aparentemente contradictorio (referido tanto a la persona que hospeda como al hospedado) rechaza la propuesta de que la confusión proceda de una mala traducción del uso del término inglés «host».